# Усманов, Алькен
Алькен Усманов (1904 год, Туркестанский край, Российская империя — 1961 год) — председатель колхоза имени Амангельды, Герой Социалистического Труда (1958). Депутат Верховного Совета СССР 5 созыва.

## Биография
Родился в 1904 году. С раннего возраста занимался батрачеством. С 1928 года работал председателем рабочего комитета, секретарём партийного бюро. Позднее был назначен директором совхоза «Джангельды» Узбекской ССР. C 1949 года был заведующим Ильичёвского районного сельскохозяйственного отдела Южно-Казахстанской области. С 1951 года был председателем колхоза имени Амангельды Ильичёвского района Южно-Казахстанской области.
Став председателем колхоза имени Амангельды, Алькен Усманов вывел это предприятие в число передовых. В 1951 году колхоз имени Амангельды собрал по 10 центнеров хлопка-сырца с гектара на участке площадью 370 гектаров. Под руководством Алькена Усманова посевная площадь хлопчатника в 1956 году достигла 1400 гектаров, а урожайность — 33,1 центнера с каждого гектара. За эффективное управление колхозом был удостоен в 1958 году звания Героя Социалистического Труда.
В 1958 году был избран депутатом Верховного Совета СССР.
Скончался в 1961 году.

## Награды
- Герой Социалистического Труда — указом Президиума Верховного Совета СССР от 16 марта 1958 года;
- Орден Ленина (1958);